# Sant Pere de Clarà
Sant Pere de Clarà és un priorat benedictí del municipi d'Argentona (Maresme), però més proper a Òrrius (Maresme). És una obra inclosa a l'Inventari del Patrimoni Arquitectònic de Catalunya.

## Descripció

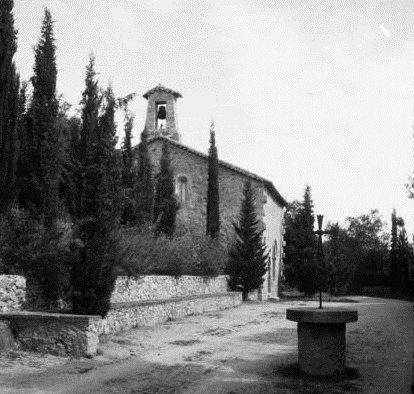

Petit edifici gòtic, amb elements d'un anterior romànic. La nau és quasi quadrada, així com el presbiteri. Es conserven vestigis dels fonaments i restes de les edificacions priorals.
L'església és de finals del segle xiii o del començament del xiv, moment de transició del romànic al gòtic. La nau és quasi quadrada, 8 m de llarga per 9 m d'ample. Tot i que afegint-hi el presbiteri fa un total de 12,5 m de llargada. La coberta és una volta molt apuntada. La porta d'accés té un arc de mig punt. Al costat hi ha un nínxol d'estil gòtic que contenia un antic sarcòfag. El petit campanar d'espadanya correspon a la restauració del 1920. Sempre s'ha dit que els dos sarcòfags de pedra de la façana de l'església de Sant Julià d'Argentona procedeixen de Clarà.
A pocs metres de l'església hi trobem la masia de can Marc del Priorat. L'edifici data del segle xvi. El mas va continuar desenvolupant les seves activitats agràries durant més de cinc segles.
L'aspecte actual de la masia, amb trets modernistes, es deu a una posterior restauració. L'any 1920, Jaume Figueras, un industrial de Barcelona, va adquirir la finca per a convertir-la en casa de camp, fent restaurar el conjunt de la masia i la capella a l'arquitecte Joan Rubió i Bellver, deixeble d'Antoni Gaudí i col·laborador en la construcció de la Sagrada Família, la Casa Batlló i el Park Güell. Joan Rubió fou l'autor de l'edifici del Frare Blanc a l'avinguda del Tibidabo, la Casa Golferichs de la Gran Via a o el Pont del Carrer del Bisbe entre d'altres. La coneguda afició de l'arquitecte Joan Rubió i Bellver per l'arqueologia i el paisatgisme va fer que el projecte de reinterpretació i restauració de la masia i de la capella fos molt acurat, tant pel que fa a l'arquitectura interior i exterior dels edificis com pels jardins de la finca, creant un conjunt harmònic.
Cal apuntar que el conjunt de l'església de Sant Pere de Clarà i la masia de Can Marc del Priorat ja era conegut per Puig i Cadafalch, originari de Mataró i que disposava d'una casa d'estiueig a Argentona. El mateix Puig i Cadafach va intervenir sobre l'església de Sant Pere de Clarà fent traslladar dos antics sepulcres de pedra, que actualment es troben a la façana de l'església parroquial de Sant Julià d'Argentona.

## Història

### Edat mitjana
Es tracta d'un petit priorat o cel·la monàstica documentat el 1002 com a filial de l'abadia de Sant Cugat del Vallès, però sembla que com que no hi havia comunitat, el 1023 el comte de Barcelona cedí l'església, amb l'alou que l'envoltava, a la família Guadald. L'any 1080 Adelaida Guadald cedí el lloc on a la fi del segle ix ja hi havia una església alçada per Baió i potser una cel·la monacal. El cedí al monestir de Cluny i, malgrat l'oposició, l'abadia de Sant Cugat del Vallès el sotmeté al de Sant Pere de Casserres (els priors de Clarà foren monjos de Casserres fins al 1359).
Els seus descendents, senyors del castell de Sant Vicenç o Burriac, foren patrons del priorat, fent-hi importants llegats i on s'enterraren alguns membres de la família. Quan el 1098 l'abadia de Sant Cugat del Vallès recuperà la llibertat presentaren una reclamació a Cluny per recuperar antigues possessions, com Sant Pere de Clarà. El 1120 la butlla del papa Calixt II ho confirma referint-se a l'ecclesia sancti Petri de Clerano.
Sembla que Cluny hi havia restaurat la vida monàstica, depenent del monestir de Sant Pere de Casserres. Està documentat que des del 1196 al 1359 els priors de Clarà foren monjos de Casserres. No consta que la comunitat fos de més de quatre membres, tres monjos incloent-hi el prior i un sacerdot. El 1597 les seves escasses rendes foren unides a la mensa capitular del nou bisbat de Solsona, que l'arrendà als Marc d'Òrrius, després senyors del lloc.

### Edat moderna
La dependència amb Casserres es trencà al segle xv amb la introducció de priors comendataris. El 1597 fou unit definitivament a la mensa capitular del nou bisbat de Solsona, que l'arrendà als March d'Òrrius. L'església, ja sense culte el 1730, arribà a servir d'estable d'animals, fins que la comprà la família de Jaume Figueres, que hi restablí el culte. Vers l'any 1920 l'església fou restaurada.
L'any 1925 la capella de Sant Pere de Clarà va retornar a ser un espai de culte, va ser consagrada de nou i va dir-hi missa el cardenal Francesc d'Assís Vidal i Barraquer. Actualment la capella segueix oberta al culte i s'hi celebren trobades periòdiques i tant l'església com la masia s'utilitzen com a espai de celebració de casaments cristians, catòlics i civils.